# Nadine Beckel
Nadine Beckel (Schwerin, 27 mei 1977) is een atlete uit Duitsland.
Op de Olympische Zomerspelen van Athene in 2004 nam Beckel deel aan het onderdeel kogelstoten. Met 17,11 meter bleef ze steken in de kwalificatieronde.
In 2003 nam Beckel deel aan het WK atletiek, waar ze tiende werd op het onderdeel kogelstoten. Het jaar daarvoor was ze reeds negende geworden op de Europese kampioenschappen.

## Persoonlijke records
| Onderdeel      | resultaat | jaar |
| -------------- | --------- | ---- |
| Kogelstoten    | 18,59 m   | 2003 |
| Discuswerpen   | 59,49 m   | 1999 |
| Kogelslingeren | 42,86 m   | 2009 |

- World Athletics: 14277006